# Hemeroplanis aurora
Hemeroplanis aurora là một loài bướm đêm trong họ Erebidae.